# Jakub Szamałek
Jakub Szamałek (ur. 1986 w Warszawie) – polski pisarz, scenarzysta gier komputerowych, doktor archeologii.

## Życiorys
Ukończył archeologię na Uniwersytecie Oxfordzkim, doktoryzował się w Cambridge. Jego debiutancka powieść Kiedy Atena odwraca wzrok otrzymała Nagrodę Czytelników Wielkiego Kalibru za 2011. Za Czytanie z kości otrzymał Nagrodę Wielkiego Kalibru dla najlepszej polskiej powieści kryminalnej wydanej w 2015. Od 2012 jest związany ze studiem CD Projekt. Był współscenarzystą gry Wiedźmin 3. Jest stypendystą fundacji Billa i Melindy Gatesów.

## Książki
- Kiedy Atena odwraca wzrok (2011); kryminał
- Morze Niegościnne (2013); kryminał
- Czytanie z kości (2015); kryminał
- Kim jest ślimak Sam (2015), współautor wraz z Marią Pawłowską[4]; literatura dziecięca
- Cokolwiek wybierzesz (2019) (część I serii Ukryta sieć); thriller
- Kimkolwiek jesteś (2019) (część II serii Ukryta sieć); thriller
- Gdziekolwiek spojrzysz (2020) (część III serii Ukryta sieć); thriller
- Stacja (2023), kryminał